# Pagai
Pagai of Pagae (Oudgrieks: Παγαί / Pagaí, Πηγαί / Pēgaí) was een versterkte handelsstad (polis) gelegen aan de Korinthische Golf in Megaris, ten oosten van het  voorgebergte Olmiae, en 120 stadiën ten noordwesten van Megara, na deze de tweede stad van de regio.
In 461 v.Chr. werd Pagai door de Atheners bezet om deze een haven voor hun militaire operaties in de Korinthische Golf wenste te hebben. Nadat Athene en Sparta vrede hadden gesloten, kwam Pagai onder de invloed van Megara te staan.
De stad was sinds 193 v.Chr. onafhankelijk lid van de Achaeïsche Bond.

## Antieke bronnen
- Thucydides, Historiai I 103, 107, 111, 115, IV 21, 66.
- Plutarchus, Aratus 44.

## Referentie
- art. Pagae, in F. Lübker - trad. ed. J.D. Van Hoëvell, Classisch Woordenboek van Kunsten en Wetenschappen, Rotterdam, 1857, p. 692.